# Kinyarwera
Kinyarwera är ett periodiskt vattendrag i Burundi.   Det ligger i provinsen Bururi, i den västra delen av landet, 40 kilometer söder om huvudstaden Bujumbura.
Omgivningarna runt Kinyarwera är en mosaik av jordbruksmark och naturlig växtlighet. Runt Kinyarwera är det ganska tätbefolkat, med 239 invånare per kvadratkilometer.